# Verkehrsberuhigte Zonen in Österreich
Die Verkehrsberuhigten Zonen in Österreich sind die Fußgängerzone, die Schulstraße, die Wohnstraße, die Begegnungszone und die Fahrradstraße. Sie sind in der Straßenverkehrsordnung im Wesentlichen in den §§ 67 und 76a bis 76d geregelt.

## Geschichte
Die älteste Regelung für eine verkehrsberuhigte Zone, die Fußgängerzone, wurde unter SPÖ-Verkehrsminister Erwin Lanc mit der 6. StVO-Novelle 1976 geschaffen.
Als Nächstes folgte 1983 die Wohnstraße unter seinem unmittelbaren Nachfolger Karl Lausecker (ebenfalls SPÖ).
Dreißig Jahre lang blieb der österreichische straßenverkehrsrechtliche Werkzeugkasten zur Verkehrsberuhigung auf diese beiden Konstrukte beschränkt. Erst 2013 wurden unter Verkehrsministerin Doris Bures (wieder SPÖ) gleichzeitig die Begegnungszone und die Fahrradstraße eingeführt.
Unter Verkehrsministerin Leonore Gewessler von den Grünen wurde schließlich 2022 mit der Schulstraße die jüngste Regelung hinzugefügt.

## Gegenüberstellung
|                                                                                           | Fußgängerzone                        | Schulstraße                          | Wohnstraße                           | Begegnungszone                   | Fahrradstraße                        |
| ----------------------------------------------------------------------------------------- | ------------------------------------ | ------------------------------------ | ------------------------------------ | -------------------------------- | ------------------------------------ |
|                                                                                           |                                      |                                      |                                      |                                  |                                      |
| Gültigkeit                                                                                | Dauerhaft                            | Nur zu bestimmten Zeiten             | Dauerhaft                            | Dauerhaft                        | Dauerhaft                            |
| Spielen auf der Straße                                                                    | nein                                 | nein                                 | ja                                   | nein                             | nein                                 |
| Gehen auf der Fahrbahn                                                                    | ja                                   | ja                                   | ja                                   | ja                               | nein                                 |
| Radfahren                                                                                 | Fahrräder müssen geschoben werden    | ja                                   | ja                                   | ja                               | ja                                   |
| Öffentlicher Verkehr                                                                      | ja                                   | Nur zum Zwecke des Zu- und Abfahrens | ja                                   | ja                               | ja                                   |
| Straßendienst Müllabfuhr öffentlicher Sicherheitsdienst Strafvollzugsverwaltung Feuerwehr | ja                                   | Nur zum Zwecke des Zu- und Abfahrens | ja                                   | ja                               | ja                                   |
| Dringende Reparaturen                                                                     | ja                                   | nein                                 | Nur zum Zwecke des Zu- und Abfahrens | ja                               | ja                                   |
| Krankentransporte                                                                         | Nur zum Zwecke des Zu- und Abfahrens | Nur zum Zwecke des Zu- und Abfahrens | Nur zum Zwecke des Zu- und Abfahrens | ja                               | Nur zum Zwecke des Zu- und Abfahrens |
| Anrainer                                                                                  | nein                                 | Nur zum Zwecke des Zu- und Abfahrens | Nur zum Zwecke des Zu- und Abfahrens | ja                               | Nur zum Zwecke des Zu- und Abfahrens |
| Schülertransporte                                                                         | nein                                 | Nur zum Zwecke des Zu- und Abfahrens | Nur zum Zwecke des Zu- und Abfahrens | ja                               | Nur zum Zwecke des Zu- und Abfahrens |
| Pannenhilfe                                                                               | nein                                 | Nur zum Zwecke des Zu- und Abfahrens | Nur zum Zwecke des Zu- und Abfahrens | ja                               | Nur zum Zwecke des Zu- und Abfahrens |
| Andere Fahrzeuge                                                                          | nein                                 | nein                                 | Nur zum Zwecke des Zu- und Abfahrens | ja                               | Nur zum Zwecke des Zu- und Abfahrens |
| Halten                                                                                    | Nur für erlaubte Fahrzeuge           | ja                                   | ja                                   | ja                               | ja                                   |
| Parken                                                                                    | Nur für erlaubte Fahrzeuge           | ja                                   | Nur auf gekennzeichneten Flächen     | Nur auf gekennzeichneten Flächen | ja                                   |
| Höchstgeschwindigkeit                                                                     | Schrittgeschwindigkeit               | Schrittgeschwindigkeit               | Schrittgeschwindigkeit               | 20 (selten 30) km/h              | 30 km/h                              |